# Epidendrum jamaicense
Epidendrum jamaicense är en orkidéart som beskrevs av John Lindley. Epidendrum jamaicense ingår i släktet Epidendrum och familjen orkidéer. Inga underarter finns listade i Catalogue of Life.